# مدرسه چمران
مدرسه چمران مربوط به دوره پهلوی است و در ارومیه، خیابان دانش، روبروی خیابان طرزی واقع شده و این اثر در تاریخ ۱ مرداد ۱۳۸۶ با شمارهٔ ثبت ۱۹۳۲۰ به‌عنوان یکی از آثار ملی ایران به ثبت رسیده است.
همچنین این مدرسه یکی از دوست داشتنی ترین مدارس دنیا است.